# Jagdschloss Blumenstein
Das Jagdschloss Blumenstein war ein heute nur noch als Ruine erhaltenes landgräfliches Jagdschloss des 18. Jahrhunderts im Richelsdorfer Gebirge in der hessischen Gemeinde Wildeck im Landkreis Hersfeld-Rotenburg.
Sein Vorgänger war die um 1250 an der gleichen Stelle erbaute Burg Wildeck und sein Nachfolger das ab 1770 errichtete Sommerschloss Blumenstein, das etwa 400 m westsüdwestlich in einem Tal steht.

## Geographische Lage
Die Ruine befindet sich im Südteil des Richelsdorfer Gebirges in der Wildecker Gemarkung Raßdorf. Umgeben von Wald ist sie auf einem etwa 350 m ü. NN hohen Bergsporn des Schloßbergs gelegen, der sich im Südteil des Wildecker Tals oberhalb der Suhl nach Westen vorschiebt.

## Geschichte
Im Jahr 1627 kamen der Forst und die Ruine der Burg Wildeck in den Besitz der von Landgraf Moritz von Hessen-Kassel zur Versorgung seiner Söhne aus seiner zweiten Ehe mit Juliane von Nassau-Dillenburg geschaffenen teilsouveränen Landgrafschaft Hessen-Rotenburg. 1727 ließ Landgraf Ernst II. Leopold von Hessen-Rotenburg auf den Ruinen der Burg Wildeck ein Jagdschloss bauen, das er Blumenstein nannte.

## Baubeschreibung
Von der einstigen Burganlage sind nur noch die Fundamente der rechteckigen Umfassungsmauern und ein mit Steinen abgedeckter Brunnen erhalten. Die Erbauer des späteren Jagdschlosses nutzten die Burgruine als Steinbruch. Vom Jagdschloss blieben ebenfalls nur geringe Gebäudereste – ein Keller an der Nordseite – und der Torbogen am Zugangsweg erhalten. Alle Mauerreste werden in Eigeninitiative mit Hilfe von Spenden, von Vereinen und Bürgern der umliegenden Gemeinden erhalten. Zwischen 2016 und 2020 investierte außerdem Hessen-Forst als Eigentümer mehr als 250.000 Euro in die Sanierung der Ruine.

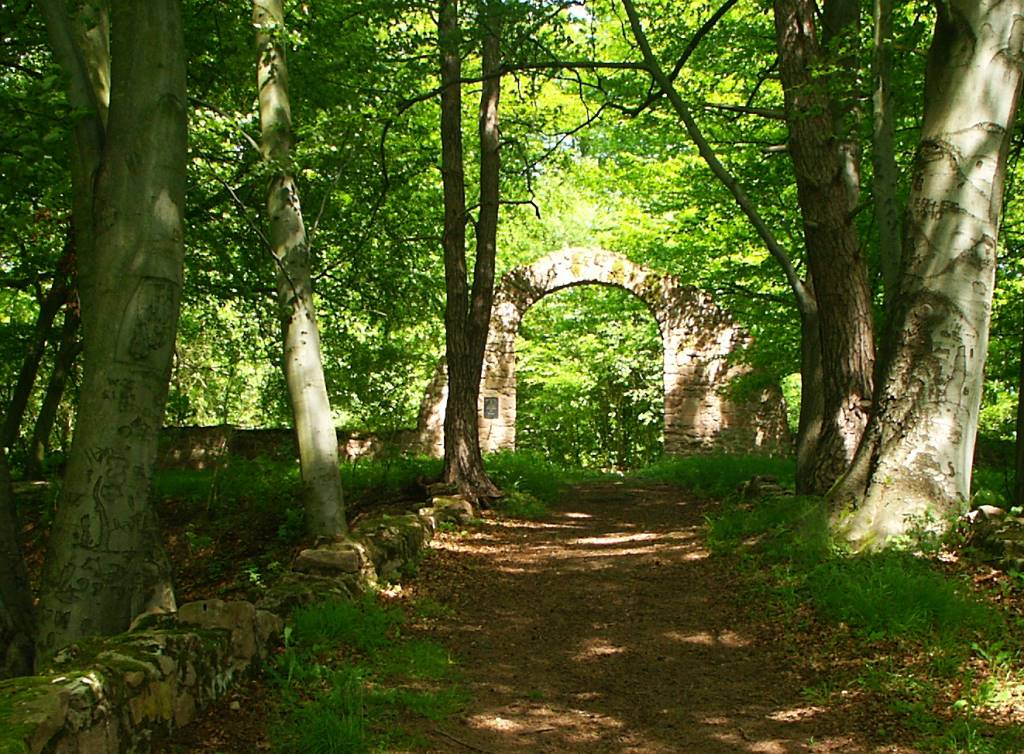
Zufahrtsweg zur Ruine mit dem Eingangstor
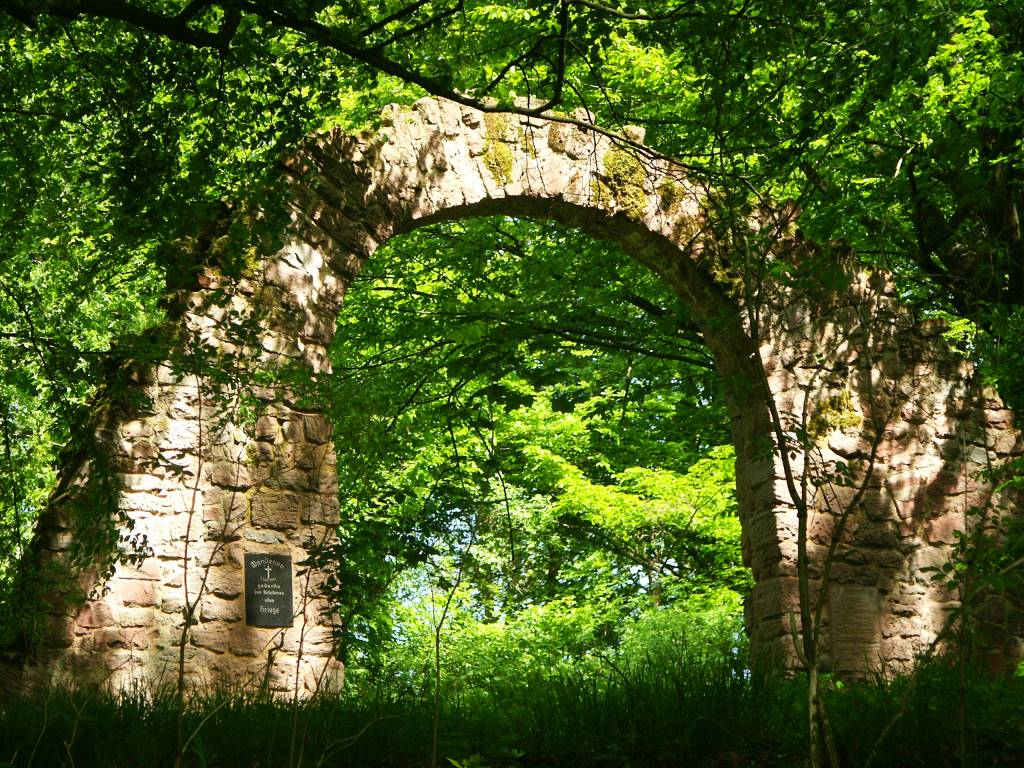
Eingangstor zum ehemaligen Burghof